# 周之楨 (萬曆進士)
周之楨（?—？），號以寧，直隶蘇州府長洲縣民籍，順天府霸州人。

## 生平
万历三十四年丙午科應天府鄉試第三十一名舉人，四十一年（1613年）癸丑科二甲六十六名进士，兵部觀政，四十二年授廣東惠来县知县，四十六年調官廣東潮阳县知县。

## 家族
曾祖周縉，以子周臣贈按察司副使。祖父周宦，贈中書。父周正謨，文林郎中書舍人。子周家麟。